# Vasco da Gama AC
Der Vasco da Gama Atlético Clube ist ein portugiesischer Fußballverein aus Sines, dem Geburtsort von Vasco da Gama.

## Geschichte
Der Vasco da Gama AC wurde 1966 gegründet und spielte knapp eine Dekade in der Terceira Divisão, ehe die Mannschaft 1976 in die zweitklassige Segunda Divisão aufstieg. Als Aufsteiger spielte sie in der Spielzeit 1976/77 um den Durchmarsch in die Primeira Divisão, der als Tabellendritter hinter Marítimo Funchal und GD Fabril do Barreiro nur knapp verpasst wurde. Zwar gewann die Mannschaft in der folgenden Spielzeit zehn der 30 Saisonspiele, gemeinsam mit GD Sesimbra, Lusitano GC Évora und Luso FC belegte sie jedoch nur einen Abstiegsplatz.
1980 kehrte Vasco da Gama AC in die Segunda Divisão zurück und spielte bis 1983 in der Spielklasse. Anschließend hielt sich der Klub in der dritten Liga und überraschte als Drittligist im Pokalwettbewerb 1988/89, als die Mannschaft nach Erfolgen über SC Bencatelense, CF Valadares, CD Feirense und Vitória Guimarães das Achtelfinale erreichte. Dort kassierte die Mannschaft eine 1:8-Niederlage gegen den Zweitligisten FC Marco. Später rutschte der Klub in den regionalen Ligabereich ab.